# UTAGE!
『UTAGE!』（ウタゲ）は、TBS系列で2014年4月21日から2015年9月28日まで月曜『テッペン!』枠（23時53分 - 翌0時38分）にレギュラー放送されて、2016年から2022年までは不定期特別番組として放送されていた音楽バラエティ番組である。

## 概要
番組オリジナルのプロ歌手集団「UTAGEアーティスト」たちが、1970年代から2010年代の名曲から最新ヒット曲まで、幅広いヒット曲をさまざまなテーマの「UTAGEランキング」として紹介しながら、他人のヒット曲をカバーして歌う「一緒に見て、聴いて、歌って、楽しんで、参加したくなる」がコンセプトの新しい音楽エンターテインメント番組。
スタジオは、大きなカラオケBOX風なセットとステージで構成されている。
2015年9月29日21時 - 22時48分の2時間スペシャル（レギュラー放送では2015年9月28日）を以て、約1年半のレギュラー放送を終了したが、2015年9月29日の放送のエンディングでは、「またUTAGE!スペシャルでお会いしましょう」というテロップが表示されて、以後も不定期特別番組として放送を継続することが明かされた。
2015年10月19日からは、MCの中居正広を続投の上、新番組『Momm!!』が開始した。

### レギュラー放送終了後の特番
- 2016年3月29日21時 - 22時48分には、レギュラー放送終了後初となる半年ぶりの復活特別番組『UTAGE!春の祭典』が放送された[3]。
- 2016年6月28日20時57分 - 22時54分には、『UTAGE!夏の祭典2時間スペシャル』を放送。この回から1970年代、1980年代の楽曲カバー・コラボが多くなった。
- 2016年10月4日20時57分 - 22時54分には、『UTAGE!秋の祭典2時間スペシャル』を放送。
- 2017年9月14日19時56分 - 22時54分には、放送時間が史上最長の3時間となる『UTAGE! まだまだ夏は終わらないぞスペシャル』を放送。今回は通常のTBS放送センターでの収録ではなく、千葉県幕張メッセでの公開収録の模様が放送された。観客の人数は赤坂の10倍。
- 2018年3月29日20時 - 22時54分には、『UTAGE! 春のリクエスト祭り』を放送。前回が幕張メッセからの公開収録だったが、今回はザ・プリンスパークタワー東京 コンベンションホールでの公開収録で放送された。
- 2018年6月21日20時 - 23時7分には、『UTAGE! 夏のリクエスト祭り』を放送。今回は2回目となる幕張メッセでの公開収録で放送された。ただし、観客の人数は通常通り。
- 2018年11月7日20時 - 23時7分には、『UTAGE! 秋のリクエスト祭り』を放送。
- 2019年8月22日20時 - 22時57分には、『UTAGE! 令和の夏!挑戦の夏!』を放送[4][5]。今回は3回目となる幕張メッセでの公開収録で放送された。
- 2019年10月13日20時 - 22時48分には、『UTAGE! 秋のメドレー祭り』を放送[6]。日曜夜に放送されるのは初めてとなる。今回は4回目となる幕張メッセでの公開収録で放送。
- 2020年2月16日18時 - 20時54分には、『UTAGE! バレンタイン2日後SP〜紅白愛の歌合戦〜』を放送[7]。今回は5回目となる幕張メッセでの公開収録で放送。
- 2021年1月8日 19時 - 22時54分には、『UTAGE! 新春リクエスト4時間スペシャル』を放送。
- 2021年8月6日 19時 - 22時54分には、『UTAGE! 夏の特別編 〜お笑い芸人が本気で歌ってみた〜 4時間SP』を放送。
- 2022年1月7日 19時 - 22時54分には、『UTAGE! 2022新春4時間スペシャル』を放送。
- 2022年9月1日 20時 - 22時57分には、『UTAGE! 夏と秋の名曲!プロが本気で歌って踊る3時間SP』を放送。この回を最後に放送歴がない。

## 出演者

### MC
- 中居正広[注釈 1]

### MCアシスタント
- 渡辺麻友[注釈 2]
- 宮田俊哉（舞祭組）[7] - 2020年2月16日放送の『UTAGE! バレンタイン2日後SP〜紅白愛の歌合戦〜』において渡辺に代わりピンチヒッターとして担当。2021年1月8日放送の『UTAGE! 新春リクエスト 4時間スペシャル』から正式にアシスタントに就任。ただし、中居からは、渡辺を思ってか「永遠の臨時」と言い渡される。

### DJ
- IVAN - 2020年秋からの体調不良の長期休養により、2021年1月8日放送回は欠席。

### UTAGEアーティスト
上に書かれた回は初登場回。ゲストでの出演も含む。

#### 2014年
第1回
- 草彅剛（当時SMAP） - ゲスト出演
- 西川貴教（T.M.Revolution）
- 相川七瀬
- 水樹奈々
- 小笠原茉由（当時AKB48）
- 指原莉乃（当時HKT48）
- Aya（当時Dream・当時E-girls）
- 舞祭組
  - 二階堂高嗣
  - 千賀健永
  - 宮田俊哉
  - 横尾渉

- 今井絵理子
- 島袋寛子
- TEE

第2回
- YU-KI（TRF）
- 柏木由紀（AKB48・当時NMB48兼任）
- 中村麻里子（当時AKB48）

第3回
- Sexy Zone - ゲスト出演
- デーモン閣下
- 川畑要（CHEMISTRY）
- hitomi
- KABA.ちゃん
- 白石麻衣（当時乃木坂46）
- 桜井玲香（当時乃木坂46）

第4回
- ファンキー加藤 - ゲスト出演
- 河西智美

第5回
- 寺田恵子（SHOW-YA）
- 高橋みなみ（当時AKB48）
- 小嶋陽菜（当時AKB48）
- 峯岸みなみ（当時AKB48）
- 保田圭
- 中川翔子

第6回
- 郷ひろみ - ゲスト出演
- 三浦祐太朗

第7回
- ジャニーズWEST - ゲスト出演
- Well stone bros.

第8回
- 田中れいな（LoVendoЯ）
- MEME（ケラケラ）

第9回
- ナオト・インティライミ - ゲスト出演
- Kalafina
- つるの剛士

第10回
- 森山直太朗

第11回
- 稲垣吾郎（当時SMAP） - ゲスト出演
- 森口博子
- ダイアモンド☆ユカイ
- ko-dai（ソナーポケット）
- 遼河はるひ
- ぽこた
- Ami（当時Dream・当時E-girls）

第12回
- 山本彩（当時NMB48・AKB48兼任） - ゲスト出演
- 渡辺美優紀（当時NMB48・SKE48兼任） - ゲスト出演
- 小谷里歩（当時NMB48・AKB48兼任） - ゲスト出演
- 梅田彩佳（当時NMB48） - ゲスト出演
- 市川美織（当時NMB48） - ゲスト出演

第13回
- 岩崎良美
- LiLiCo

第14回
- Kis-My-Ft2 - ゲスト出演
  - 北山宏光
  - 玉森裕太
  - 藤ヶ谷太輔

第15回
- chay
- BENI
- 松井玲奈（当時SKE48・乃木坂46兼任）- ゲスト出演
- 須田亜香里（SKE48） - ゲスト出演
- 柴田阿弥（当時SKE48） - ゲスト出演
- 宮澤佐江（当時SNH48・SKE48兼任） - ゲスト出演
- 高柳明音（当時SKE48・NMB48兼任） - ゲスト出演

第16回
- 横山由依（当時AKB48） - ゲスト出演
- Ms.OOJA

第19回
- 安蘭けい
- fumika
- Little Glee Monster

秋の祭典　2時間SP
- 世良公則
- すみれ
- 映美くらら
- SAYAKA（Happiness・当時E-girls）
- YURINO（当時Happiness・当時E-girls）
- 稲垣吾郎（当時SMAP）
- 草彅剛（当時SMAP）

第21回
- 山下智久 - ゲスト出演
- 一青窈

第22回
- 剛力彩芽 - ゲスト出演

第23回
- J☆Dee'Z
- 平原綾香
- MAX
- ソナーポケット - ゲスト出演

第24回
- 石川梨華
- 小川麻琴
- 吉澤ひとみ
- Shizuka（当時Dream・当時E-girls） - ゲスト出演
- Erie（当時Dream・当時E-girls） - ゲスト出演

第25回
- クリス・ハート

第27回
- 西野カナ - ゲスト出演

第28回
- Flower
- 宮前杏実（当時SKE48） - ゲスト出演
- 北川綾巴（当時SKE48） - ゲスト出演
- 松井珠理奈（当時SKE48・AKB48兼任） - ゲスト出演

第29回 / 第30回
- パパイヤ鈴木

#### 2015年
第33回
- 德永英明 - ゲスト出演
- 伊藤一朗（Every Little Thing）

第34回
- 朝倉さや

第35回
- 香取慎吾（当時SMAP） - ゲスト出演
- クマムシ

第36回
- JUJU - ゲスト出演

第37回 / 第38回
- きゃりーぱみゅぱみゅ - ゲスト出演
- 清水翔太
- 城南海

第39回
- Pile
- どぶろっく

春の祭典　2時間SP
- 高橋愛
- 谷村新司
- Chage
- DJ KOO
- 西野七瀬（当時乃木坂46）
- 橋本奈々未（当時乃木坂46）
- 生田絵梨花（当時乃木坂46）
- 8.6秒バズーカー

第42回
- 私立恵比寿中学

第44回
- 兒玉遥（当時HKT48・AKB48兼任） - ゲスト出演
- 矢吹奈子（当時HKT48） - ゲスト出演
- 田中美久（HKT48） - ゲスト出演

第47回
- 加藤玲奈（当時AKB48） - ゲスト出演
- 木﨑ゆりあ（当時AKB48） - ゲスト出演
- 島崎遥香（当時AKB48） - ゲスト出演
- A.B.C-Z
- ゴールデンボンバー
- Crystal Kay

第48回
- 森重樹一 (ZIGGY)

第49回 / 第50回
- タブレット純
- 楓（Happiness・当時E-girls）（第49回）
- MIYUU（Happiness・当時E-girls）（第49回）
- 須田アンナ（当時Happiness・当時E-girls）（第49回）
- いっこく堂（第50回)

第51回
- バンビーノ

第55回
- 貴水博之（access）

第61回
- May J.

秋の祭典 2時間SP
- SMAP - ゲスト出演
  - 木村拓哉
  - 稲垣吾郎
  - 草彅剛
  - 香取慎吾　　　

#### 2016年
春の祭典 2時間SP
- 飯田圭織
- 辻希美
- 北原里英（当時NGT48）
- つんく♂ - ゲスト出演
- 徳井義実（チュートリアル） - ゲスト出演
- マルシア - ゲスト出演
- 大政絢 - ゲスト出演
- SAM（TRF）
- 中島美央（当時Flower・当時E-girls）

夏の祭典 2時間SP
- 前川清
- 天童よしみ
- 堀ちえみ
- 松本伊代
- もんたよしのり - コーナー出演
- アグネス・チャン - コーナー出演
- 中沢けんじ - コーナー出演
- 堀江淳 - コーナー出演
- イルカ - ゲスト出演

秋の祭典 2時間SP
- 梅沢富美男
- 瀬川瑛子
- 早見優
- 紘毅
- 松本明子
- 持田香織 (Every Little Thing)
- 八代亜紀

#### 2017年
まだまだ夏は終わらないぞスペシャル
- 島津亜矢
- 堂珍嘉邦（CHEMISTRY）
- Toshl（X JAPAN）
- 秦基博

#### 2018年
春のリクエスト祭り
- 武田鉄矢
- 加山雄三 - SPゲスト

夏のリクエスト祭り
- 秋川雅史
- 石井竜也（米米CLUB）
- 大黒摩季
- スキマスイッチ

秋のリクエスト祭り
- DAIGO（BREAKERZ）
- 石川さゆり - SPゲスト
- 石橋貴明（とんねるず） - SPゲスト
- 郷ひろみ - SPゲスト
- 高橋洋子 - SPゲスト

#### 2019年
令和の夏!挑戦の夏!3時間スペシャル
- 浦井健治
- 岡田奈々（当時AKB48・STU48兼任）
- クォン・ウンビ（当時IZ*ONE）
- 咲妃みゆ
- B.B.クィーンズ
- 本田仁美（当時IZ*ONE）

秋のメドレー祭り
- DA PUMP
- TiA

#### 2020年
バレンタイン2日後SP〜紅白愛の歌合戦〜
- 佐々木萌（エドガー・サリヴァン）
- 竹中雄大（Novelbright）

#### 2021年
新春リクエスト 4時間スペシャル
- 二宮愛

夏の特別編 4時間SP
- EXIT
- エハラマサヒロ
- Everybody
- おいでやす小田
- 鬼越トマホーク
- おばたのお兄さん
- 河邑ミク
- きつね
- 黒沢かずこ（森三中）
- こがけん
- コロコロチキチキペッパーズ
- 近藤春菜（ハリセンボン）
- 斎藤司（トレンディエンジェル）
- 3時のヒロイン
- 辻井亮平（アイロンヘッド）
- 椿鬼奴
- とにかく明るい安村
- どぶろっく
- 長谷川雅紀（錦鯉）
- ハリウッドザコシショウ
- フットボールアワー
- プラス・マイナス
- ほしのディスコ（パーパー）
- 松尾侑治（ロングアイランド）
- もう中学生
- 餅田コシヒカリ（駆け抜けて軽トラ）

#### 2022年
2022新春4時間スペシャル
- 清水美依紗
- ハリウリサ
- 丸山礼
- 中島由貴
- 中川翔子

夏と秋の名曲!プロが本気で歌って踊る3時間SP
- ISEKI
- 川崎鷹也
- 倉野尾成美（AKB48）
- Hiro（MY FIRST STORY）
- 山内瑞葵（AKB48）

### 舞祭組バンド
当番組の第1回からレギュラー出演している舞祭組は、歌やダンス以外で、バンドでも当番組で数多く披露している。当番組限定だが、舞祭組バンドとして結成している。下記にメンバーの楽器担当記載。
- 横尾渉 - ギター
- 宮田俊哉 - ドラムス
- 二階堂高嗣 - ベース
- 千賀健永 - キーボード・ピアノ

また、単体で楽器を弾き、別のアーティストとコラボする場合もある。

## コーナー
下記コーナーのほか、レギュラー放送時代には前番組「Sound Room」までと同様に最新曲をゲストの一組が歌うパートがあった（グループの場合、人数の関係で本編に参加せずこの部分のみ出演するメンバーもいた）。

### ハモタイム
- このコーナーでは、主メロとハモリに分かれて、楽曲を披露する。
- 主に舞祭組が担当するが、稀に別のアーティストが担当する場合がある。

### KABA.タイム
- このコーナーでは、KABA.ちゃんが振り付けを担当した楽曲をダンスをしながら披露する。
- 楽曲を披露するUTAGEアーティストがKABA.ちゃんの指導を基に練習される。
- 基本は、ダンスミュージックでこのコーナーは用いられるが、時には、アイドルソングやロックバンドの楽曲にKABA.ちゃんの振り付けのダンスが加わる場合がある。

### サビタイムメドレー
- このコーナーでは、あるテーマに共通した2〜4曲のサビのみをメドレーで披露する。
- 披露するアーティストはリレー方式でバトンタッチする形で登場する。

### 楽器（ガキ）タイム
- このコーナーでは、カラオケは一切使用せず、UTAGEアーティストが楽器を演奏しながら披露する。
- 複数のUTAGEアーティストが一時的にバンドを結成して、生バンド演奏で披露する場合もあれば、1人のUTAGEアーティストがピアノやギターだけの演奏で披露する場合もある。

### バトタイム
- このコーナーでは、練習を重ねた2組が、同じアーティストのそれぞれ異なる2曲を披露する。
- どちらのチームの歌が心に響いたかを白黒ハッキリつける。
- 先攻・後攻の順番決めは、それぞれのチームのリーダー同士がジャンケンで決める。
- スタジオで観覧している観客がジャッジする。

など

## スペシャル（ゴールデンタイム・プライムタイム）
| 回数 | 復活特番回数 | 放送日                   | 放送時間（JST） | 放送タイトル                                               |
| ---- | ------------ | ------------------------ | --------------- | ---------------------------------------------------------- |
| SP1  | -            | 2014年9月19日（金曜日）  | 21:00 - 22:48   | UTAGE!秋の祭典 あの大ヒット曲を歌い踊る宴の2時間SP!        |
| SP2  | -            | 2015年3月31日（火曜日）  | 21:00 - 22:48   | UTAGE!春の祭典 あの大ヒット曲を歌い踊る宴の2時間SP         |
| SP3  | -            | 2015年9月29日（火曜日）  | 21:00 - 22:48   | UTAGE!秋の祭典                                             |
| SP4  | 1            | 2016年3月29日（火曜日）  | 21:00 - 22:54   | UTAGE!春の祭典                                             |
| SP5  | 2            | 2016年6月28日（火曜日）  | 20:57 - 22:54   | UTAGE!夏の祭典                                             |
| SP6  | 3            | 2016年10月4日（火曜日）  | 20:57 - 22:54   | UTAGE!秋の祭典                                             |
| SP7  | 4            | 2017年9月14日（木曜日）  | 19:56 - 22:54   | UTAGE! まだまだ夏は終わらないぞスペシャル                  |
| SP8  | 5            | 2018年3月29日（木曜日）  | 20:00 - 22:54   | UTAGE! 春のリクエスト祭り                                  |
| SP9  | 6            | 2018年6月21日（木曜日）  | 20:00 - 23:07   | UTAGE! 夏のリクエスト祭り                                  |
| SP10 | 7            | 2018年11月7日（水曜日）  | 20:00 - 23:07   | UTAGE! 秋のリクエスト祭り                                  |
| SP11 | 8            | 2019年8月22日（木曜日）  | 20:00 - 22:57   | UTAGE! 令和の夏!挑戦の夏!                                  |
| SP12 | 9            | 2019年10月13日（日曜日） | 20:00 - 22:48   | UTAGE! 秋のメドレー祭り                                    |
| SP13 | 10           | 2020年2月16日（日曜日）  | 18:00 - 20:54   | UTAGE! バレンタイン2日後SP 〜紅白愛の歌合戦〜              |
| SP14 | 11           | 2021年1月8日（金曜日）   | 19:00 - 22:54   | UTAGE! 新春リクエスト4時間スペシャル                       |
| SP15 | 12           | 2021年8月6日（金曜日）   | 19:00 - 22:54   | UTAGE! 夏の特別編 〜お笑い芸人が本気で歌ってみた〜 4時間SP |
| SP16 | 13           | 2022年1月7日（金曜日）   | 19:00 - 22:54   | UTAGE! 2022新春4時間スペシャル                             |
| SP17 | 14           | 2022年9月1日（木曜日）   | 20:00 - 22:57   | UTAGE! 夏と秋の名曲! プロが本気で歌って踊る3時間SP         |

## 音楽の日×UTAGE!
2014年8月2日・3日放送の『音楽の日』では、2日の23:40頃 - 24:00頃に当番組のコラボコーナーも行われた（後述）。

## ネット局と放送時間
| 放送対象地域   | 放送局                    | 系列    | 放送時間                     | 放送期間                       | 遅れ       |
| -------------- | ------------------------- | ------- | ---------------------------- | ------------------------------ | ---------- |
| 関東広域圏     | TBSテレビ（TBS）          | TBS系列 | 月曜 23:53 - 翌0:38          | 2014年4月21日 - 2015年9月28日  | 【制作局】 |
| 北海道         | 北海道放送（HBC）         | TBS系列 | 月曜 23:53 - 翌0:38          | 2014年4月21日 - 2015年9月28日  | 同時ネット |
| 岩手県         | IBC岩手放送（IBC）        | TBS系列 | 月曜 23:53 - 翌0:38          | 2014年4月21日 - 2015年9月28日  | 同時ネット |
| 宮城県         | 東北放送（TBC）           | TBS系列 | 月曜 23:53 - 翌0:38          | 2014年4月21日 - 2015年9月28日  | 同時ネット |
| 山形県         | テレビユー山形（TUY）     | TBS系列 | 月曜 23:53 - 翌0:38          | 2014年4月21日 - 2015年9月28日  | 同時ネット |
| 福島県         | テレビユー福島（TUF）     | TBS系列 | 月曜 23:53 - 翌0:38          | 2014年4月21日 - 2015年9月28日  | 同時ネット |
| 静岡県         | 静岡放送（SBS）           | TBS系列 | 月曜 23:53 - 翌0:38          | 2014年4月21日 - 2015年9月28日  | 同時ネット |
| 石川県         | 北陸放送（MRO）           | TBS系列 | 月曜 23:53 - 翌0:38          | 2014年4月21日 - 2015年9月28日  | 同時ネット |
| 岡山県・香川県 | 山陽放送（RSK）           | TBS系列 | 月曜 23:53 - 翌0:38          | 2014年4月28日 - 2015年9月28日  | 同時ネット |
| 長野県         | 信越放送（SBC）           | TBS系列 | 月曜 23:53 - 翌0:38          | 2015年1月19日 - 9月28日        | 同時ネット |
| 大分県         | 大分放送（OBS）           | TBS系列 | 月曜 23:53 - 翌0:38          | 2015年3月30日 - 9月28日        | 同時ネット |
| 愛媛県         | あいテレビ（itv）         | TBS系列 | 月曜 23:53 - 翌0:38          | 2015年4月20日 - 9月28日        | 同時ネット |
| 中京広域圏     | CBCテレビ（CBC）          | TBS系列 | 月曜 23:53 - 翌0:41          | 2014年4月29日 - 2015年10月5日  | 遅れネット |
| 青森県         | 青森テレビ（ATV）         | TBS系列 | 月曜 23:58 - 翌0:43          | 2014年6月1日 - 2015年10月26日  | 遅れネット |
| 鹿児島県       | 南日本放送（MBC）         | TBS系列 | 火曜 0:05 - 0:50（月曜深夜） | 2014年7月7日 -2015年10月12日   | 遅れネット |
| 近畿広域圏     | 毎日放送（MBS）           | TBS系列 | 金曜 1:44 - 2:29（木曜深夜） | 2014年10月4日 - 2015年10月30日 | 遅れネット |
| 富山県         | チューリップテレビ（TUT） | TBS系列 | 火曜 0:08 - 0:53（月曜深夜） | 2014年12月23日 -2015年10月13日 | 遅れネット |
| 広島県         | 中国放送（RCC）           | TBS系列 | 木曜 23:53 - 翌0:38          | 2015年1月9日 - 10月15日        | 遅れネット |
| 福岡県         | RKB毎日放送（rkb）        | TBS系列 | 火曜 0:35 - 1:20（月曜深夜） | 2015年4月21日 - 11月3日        | 遅れネット |

- あくまで全編ローカルセールス枠のため、同時ネット局であっても、編成の都合上、臨時非ネットとすることがあった。
- プライムタイムの番組の枠拡大や前座番組『NEWS23』の直後にミニ枠編成のため、繰り下げスタートとなることがあった。

### 過去のネット局
| 放送対象地域   | 放送局          | 系列    | 放送日時            | 放送期間                      | 遅れ       |
| -------------- | --------------- | ------- | ------------------- | ----------------------------- | ---------- |
| 鳥取県・島根県 | 山陰放送（BSS） | TBS系列 | 月曜 23:53 - 翌0:38 | 2014年4月21日 - 2015年3月30日 | 同時ネット |

## スタッフ
不定期スペシャル（2022年9月1日放送分）
- ナレーター：山崎岳彦
- 構成：野村正浩、若尾守重、美濃部達宏
- TM：重地渉、森和哉
- PM：松田栄二
- TD：端坂嘉寛
- VE：佐藤希美
- カメラ：遠藤貴史
- 特機：坂野昇
- 照明：押木佑介
- 音声：浜崎健
- PA：花田淳史
- プロンプター：田中晶子
- 美術プロデューサー：宇野宏美（以前は美術デザイナー）
- 美術デザイナー：勝藤俊則
- 美術ディレクター：小栗綾介（以前は美術制作）
- 装置：上田怜
- 操作：小野寺浩（以前は装置）、砂川祐馬
- 電飾：住義仁
- 特殊装置：高橋出
- アクリル装飾：青木剛
- 装飾：篠原直樹
- 特殊効果：星野達也(哉)
- レーザー：荒谷奏子
- 衣裳：杉崎康夫
- 楽器：高井啓光
- メイク：大桶恭子
- 音響効果：加藤博紀、後藤俊輔
- 音楽協力：大嵜慶子、石本大介、橋本翔太、DAISUKE
- MA：池亀淳一、泉野翔洋
- 編成：佐藤美紀
- 宣伝：山岸信良、廣田彩夏
- 公開：廣中信行、松元裕二、橋本祐太
- 技術協力：TBS ACT、RISING
- カラオケ音源協力：DAM（第一興商）
- 制作協力：クラリシオン、ファルコン、ボトム、シークマン、山口社
- TK：長谷川道子
- デスク：小川伸子
- AD：會澤亮、柏原遥、渡邊晏夏、庄司未蘭、相澤ひかる、山田彩詠
- FD：橘信吾、久米慶一郎、渡辺沙織
- 制作進行：岩澤恋（以前はAD）、﨑山結衣
- AP：遠藤英里、金子美樹、森田睦美
- ディレクター：柴田猛司（クラリシオン）、土屋佳弘、古賀輝彦、渡辺晴香、桑原大智
- 舞台監督：八重垣諭、上村理紗（八重垣・上村→以前はAD）
- 担当プロデューサー：吉橋隆雄
- プロデューサー：髙宮望
- 演出：池田千春、江口聡昭（クラリシオン）
- 制作プロデューサー：大木真太郎（以前はプロデューサー→チーフプロデューサー）
- 制作：TBSテレビコンテンツ制作局バラエティ制作一部
- 製作著作：TBS

### 過去のスタッフ
- 構成：柳しゅうへい、佐藤大地・播田ナオミ、矢島悦子、谷岡千江里／片岡正徳、北村健、鶴田勝哉
- ナレーター：荒井聡太
- TM：小澤義春、山下直（以前はTD）
- 技術：山根卓也
- TP：渡邉直嗣、木口泰志
- VE：菅沼智博、小林陽二、三島拓哉
- カメラ：中野啓、廣田雅之
- 音声：石堂遼子
- PA：井上忠紀、葉桐慶次
- 照明：加藤美和子
- ムービング：宮澤朗、中田学
- 美術プロデューサー：中江大志、山口智広（以前は美術デザイナー）
- 美術デザイナー：中川日向子
- 美術制作：串岡良太郎、朝川菜美、高橋宏明、保田大介
- 装置：鈴木匡人、尾高義信
- 操作：石川清大
- メカシステム：庄子泰広
- レーザー：本田祐介、島田朝実
- 衣裳：坂口みのり
- ヘアメイク：アートメイク・トキ
- メイク：三田彩聖、久米千秋
- 音響効果：伊藤誠、中條賢
- 音楽協力：moto、太田貴之、林勇太郎
- 編集：安藤賀一
- MA：青木有希
- CG：岩澤新平
- 編成：岸田大輔、中島啓介
- 宣伝：鈴木慎治、小林恵美子
- 技術協力：エヌ・エス・ティー、ティ・エル・シー、ラ・ルーチェ、SJP、TAMCO、TBSテックス、エピキュラス、ピーシーライツ
- MP：小谷和彦、志賀大士
- AD：新井仙熙、米重絵理、長井香菜子、阿部怜緒那、佐藤優、沖田貴之、服部紗希、南朱里、堀江勇輝、根本美優
- FD：松木秀祐
- AP：久松理絵、白山真穂、池田翼、山口葉月
- ディレクター・演出：岩本啓助、石井日出子、時松隆吉（以前は編成）、伊藤大基、伊藤秀人、小谷昌輝、黒本宏希、伊藤大輔、貝瀬友里
- キャスティングプロデューサー：久田誠司、新貝元章
- プロデューサー：高田脩
- 総合演出：赤阪千明

## 関連番組
- うたばん - 2018年の「UTAGE!スペシャル」秋のリクエスト祭りで約10年ぶりに、石橋貴明と中居正広のコンビが復活。
- ザ・ミュージックアワー
- カミスン!
- 火曜曲!
- Sound Room
- Momm!!
- 音楽の日 - 2011年より放送している音楽特番。2014年8月2日放送分において、中居正広、渡辺麻友、安住紳一郎（TBSアナウンサー）が番組内で生放送された当番組の特別編「UTAGE!×音楽の日」司会を担当[注釈 62]。また、通常版をネットしていない系列局でも放送された。UTAGE!ランキングは2001年のTOP5ランキングで、UTAGEアーティストは保田圭、指原莉乃（HKT48）、三浦祐太朗、Aya（Dream・E-girls）、川畑要（CHEMISTRY）、小笠原茉由・峯岸みなみ（AKB48）[注釈 63]、舞祭組[注釈 64]。
- 控えめI love you ! - HKT48の楽曲。同曲の振付師を当番組に出演しているKABA.ちゃんが担当しているが、同じく当番組に出演している指原莉乃が番組収録中にKABA.ちゃんに直談判したことにより実現した[8]。
- THE夜もヒッパレ - 1990年代から2000年代初頭に放映された音楽バラエティー番組。カラオケ番組（歌手その他の出演者がカラオケで他人の持ち歌を歌う）としてUTAGE!に先行するもの。UTAGE!アーティストの島袋寛子と今井絵理子が所属するSPEEDはこの番組が実質的なデビューであった。
- 最高!ブギウギナイト
- うたうで! おどるで! THE カヴァ☆コラTV - 2013年7月6日に「THE MUSIC DAY 音楽のちから」内で放送され、2014年1月6日に単独で放送された音楽バラエティー番組。他人の持ち歌を歌うことは「UTAGE!」と同じ。UTAGE!アーティストのamiが属するE-girlsは前者に出演していた。